# Université Saint-Joseph
De Université Saint-Joseph is een katholieke universiteit die is gevestigd in Beiroet (Libanon). Het betreft een particuliere onderwijsinstelling. Colleges worden in het Arabisch en het Frans gegeven.
In 1875 werd deze universiteit door de Jezuïeten opgericht. Heden ten dage telt ze tienduizend studenten en geldt ze als een van de belangrijke universiteiten van het Midden-Oosten. Diverse bekende Libanezen waaronder de oud-presidenten Elias Hrawi en Amin Gemayel en Nasrallah Boutros kardinaal Sfeir hebben aan dit instituut gestudeerd.
De Université Saint-Joseph staat bekend om zijn filologische, technische en theologische faculteit. Aan de universiteit is verder de universiteitskliniek "Hôtel Dieu" verbonden plus een aantal onderzoekscentra waaronder CEDRAC (Centre de documentation et de recherches arabes chrétiennes) dat zich bezighoudt met de bestudering van het Arabische christendom. Voorts is de Université Saint-Joseph vermaard om zijn in het Midden-Oosten gespecialiseerde universiteitsbibliotheek.